# Warschauer Brücken (Breslau)
Die Warschauer Brücken (polnisch mosty Warszawskie) in Breslau sind eine Gruppe von Oder- und Oderkanalbrücken, die 1914–1916 erbaute Hindenburgbrücke wurde 2006–2008 um eine parallel gelegene neue Brücke ergänzt.

## Geschichte

### Vorgängerbrücken
Bis 1870 überquerte die Hundsfelder Chaussee die Alte Oder auf einer hölzernen Brücke. Diese wurde dann durch eine vierjochige Gitterträgerbrücke aus Stahl auf gemauerten Pfeilern ersetzt, die man Hundsfelder Brücke nannte. Als 1892–1897 im Zuge der Baumaßnahmen für die neuen Stadthafenanlagen links bzw. südwestlich der Alten Oder der Stadtkanal erbaut wurde, wurde dieser in der Verlängerung der Hundsfelder Brücke von 1870 mittels einer Stahlfachwerkbrücke überquert.

### Alte Brücken
Zu Beginn des 20. Jahrhunderts wurde der wenige Jahre zuvor erbaute Stadtkanal zu einem Nadelöhr für die Binnenschifffahrt, so dass ein neuer Großschifffahrtsweg in Angriff genommen wurde. Im Bereich der östlichen Hundsfelder Brücke sollte in diesem Zuge rechts bzw. nordöstlich der Alten Oder die Mündung des neuen Barthelner Kanals angelegt werden. Auf Grund der erforderlichen lichten Höhe und des hohen Alters wurde die alte östliche Hundsfelder Brücke durch eine wenige Meter flussaufwärts gelegene Betonbogenbrücke ersetzt. Die neue Brücke nach dem Entwurf von Günther Trauer wurde 1916 in Betrieb genommen und zu Ehren des siegreichen deutschen Generals Paul von Hindenburg Hindenburgbrücke genannt. In den Jahren 1927 und 1928 wurde die westliche Brücke von 1897, die bis 1945 den Namen Hundsfelder Brücke behielt, durch eine deutlich breitere Betonplattenbrücke ersetzt, so dass die Straße direkt vor der Gabelung der Matthiasstraße und der Neuen Adalbertstraße verbreitert werden konnte.
Die Brücken überstanden den Zweiten Weltkrieg unbeschadet und wurden 1945 zunächst in most Karłowicki (Karlowitzer Brücke) und später in most Warszawski (Warschauer Brücke) umbenannt. Anfang der 1960er Jahre und nochmals 1987–1988 wurde die Brücke saniert.

### Neue Brücken
Die mit nur 7,5 m Fahrbahnbreite sehr schmalen Warschauer Brücken (die östliche und die mittlere) führten eine der Hauptausfallstraßen sowie zusätzlich zwei Straßenbahngleise. Zur Erweiterung der Kapazität sowie zur Schonung der alten Brücken wurde 2006–2008 parallel flussaufwärts ein zweiter Brückenzug errichtet, der die Straßenbahngleise sowie die Fahrbahn Richtung Osten aufnimmt, während die Fahrt westwärts weiterhin über die alten Brücken erfolgt. Am 6. Mai 2008 wurden die Belastungsproben durchgeführt und sechs Tage später die neuen Brücken dem Verkehr übergeben. Abschließend wurden die alten Brücken abermals saniert.

## Beschreibung
Die alte östliche Brücke setzt sich aus sechs Betongewölbebögen und einem hochgestellten Stahlbetonbogenpaar mit angehängter Fahrbahn zusammen. Die Aufhängungen bestehen aus Beton mit Gusseiseneinlagen als Zugkraftübertragung (System Emperger). Die 2,25 m breiten Bürgersteige beiderseits der 7,50 m breiten Fahrbahn werden von Stahlbetonbrüstungen flankiert. Während der südliche Bürgersteig nach Erweiterung um die neuen Brücken nicht mehr benutzbar ist, wurde der nordseitige Bürgersteig von der Fahrbahn entsprechend den polnischen Bauvorschriften mittels eines Stahlstabgeländers abgetrennt.
Die neue östliche Brücke ist eine Stahl-/Stahlbetonverbund-Kastenbrücke mit einer bogenförmigen Verstärkung der Druckzone im längsten Joch.